# Cool (album)
Albums de SMAP
WOOL
(26 mars 1997)
Albums par SMAP
SMAP 006 ~SEXY SIX~
(7 juillet 1994) SMAP 007 ~Gold Singer~
(7 juillet 1995)
Remix par SMAP
BOO
(22 novembre 1995)
Singles
1. Hajimete no Natsu
Sortie : 6 juin 1993
2. Kimi wa Kimi da yo
Sortie : 9 septembre 1993
3. Ganbarimashō
Sortie : 9 septembre 1994

Cool (titré en majuscule : COOL), parfois écrit SMAP COOL, est la première compilation du groupe japonais SMAP sortie le 1er janvier 1995. Il est le 2e album le plus vendu du groupe.

## Détails de l'album
L'album sort le Jour de l'an en 1995 en CD ; il atteint la 1re place du classement hebdomadaire des ventes de l'Oricon et reste classé pendant 23 semaines consécutives.
Il contient quatorze titres au total dont certains sortis auparavant en singles : Hajimete no Natsu et Kimi wa Kimi da yo en 1993 et Ganbarimashō en 1994 (8e, 9e et 14e singles qui n'ont pas été retenus pour figurer sur les albums réguliers), d'autres singles sortis antérieurement (dont certains figurant sur les albums réguliers sous une autre version comme Yuki ga Futte Kita en 1992, Zutto Wasurenai en 1993, $10 (Ten Dollars) en 1993 et accompagné sur cet album de sa chanson face B et Hey Hey Ōki ni Maido Ari 1994) : Egao no GENKI (en 1992), Kimi Iro Omoi (en 1994) ainsi que certaines chansons inédites figurant sur les premiers albums régulièrs du groupe. Figure notamment une toute nouvelle chanson intitulé Kako no Hito.
Une nouvelle compilation sera publiée par le groupe sous la même forme WOOL deux ans plus tard, en 1997.

## Formation
- Masahiro Nakai : leader ; chœurs
- Takuya Kimura : chant principal
- Katsuyuki Mori : chant principal
- Tsuyoshi Kusanagi : chœurs
- Goro Inagaki : chœurs
- Shingo Katori : chœurs

## Liste des titres
| 1.  | Yuki ga Futte Kita (雪が降ってきた)                        | 6e single                   | 5:11 |
| 2.  | Zutto Wasurenai (ずっと忘れない)                           | 7e single                   | 5:50 |
| 3.  | Hajimete no Natsu (はじめての夏)                           | 8e single                   | 4:52 |
| 4.  | Hanashi wo Shite Ita Kute (話をしていたくて)               | face B du 10e single        | 4:17 |
| 5.  | Kimi wa Kimi da yo (君は君だよ)                            | 9e single                   | 4:39 |
| 6.  | Kimi Iro Omoi (君色思い)                                   | 11e single                  | 4:43 |
| 7.  | Egao no GENKI (笑顔のゲンキ)                               | 5e single                   | 4:33 |
| 8.  | Don't Cry Baby                                             | chanson de l'album SMAP 001 | 3:56 |
| 9.  | Kanashii Hodo Aoi Sora (かなしいほど青い空)                | chanson de l'album SMAP 004 | 5:16 |
| 10. | Kimi ga Nanka wo Takuran Deite mo (君が何かを企んでいても) | chanson de l'album SMAP 005 | 5:30 |
| 11. | $10 (＄10)                                                 | 10e single                  | 4:27 |
| 12. | Hey Hey Ōki ni Maido Ari (Hey Hey おおきに毎度あり)        | 12e single                  | 3:37 |
| 13. | Ganbarimashō (がんばりましょう)                            | 14e single                  | 3:48 |
| 14. | Kako no Hito (過去の人)                                    | nouvelle chanson            | 4:34 |